# 猪原健太
猪原 健太（いはら けんた、1982年4月23日 - ）は、日本の脚本家。高知県出身。OFFICE BLUE所属。

## 人物
日本大学芸術学部映画学科卒業。2011年、『ろくでなしBLUES』で初のテレビドラマ脚本を、2014年に『残響のテロル』で初のテレビアニメ脚本をそれぞれ務めた。

## 作品

### テレビアニメ
2014年
- 残響のテロル（脚本）

2015年
- デス・パレード（脚本協力）

2016年
- 亜人（脚本）

2017年
- 幼女戦記（シリーズ構成・脚本）

2019年
- この世の果てで恋を唄う少女YU-NO（脚本）
- ヴィンランド・サガ（脚本）
- 慎重勇者 ～この勇者が俺TUEEEくせに慎重すぎる～（シリーズ構成・脚本）

2020年
- 社長、バトルの時間です!（シリーズ構成・脚本）

2021年
- 俺だけ入れる隠しダンジョン（シリーズ構成）
- 究極進化したフルダイブRPGが現実よりもクソゲーだったら（シリーズ構成・脚本）
- 月が導く異世界道中（シリーズ構成・脚本）
- 見える子ちゃん（シリーズ構成・脚本）

2022年
- トモダチゲーム（シリーズ構成・脚本）
- 乙女ゲー世界はモブに厳しい世界です（シリーズ構成・脚本）
- 異世界おじさん（シリーズ構成・脚本）
- ブッチギレ!（脚本）
- 悪役令嬢なのでラスボスを飼ってみました（シリーズ構成・脚本）

2023年
- 便利屋斎藤さん、異世界に行く（シリーズ構成・脚本）
- THE MARGINAL SERVICE（シリーズ構成・脚本）

2024年
- 月が導く異世界道中 第二幕（シリーズ構成・脚本）
- 異修羅（シリーズ構成・脚本）
- 青のミブロ（シリーズ構成・脚本）
- ひとりぼっちの異世界攻略（シリーズ構成・脚本）

2025年
- ずたぼろ令嬢は姉の元婚約者に溺愛される（シリーズ構成・脚本）
- 強くてニューサーガ（シリーズ構成・脚本）
- ブサメンガチファイター（シリーズ構成・脚本）
- ぬきたし THE ANIMATION（シリーズ構成・脚本）

時期未発表
- 幼女戦記II（シリーズ構成・脚本）

### 劇場アニメ
2018年
- フリクリ オルタナ（絵コンテ監修）

2019年
- 劇場版 幼女戦記（脚本）

### Webアニメ
2019年
- Levius -レビウス-（脚本）

2023年
- GAMERA -Rebirth-（シリーズ構成）

### テレビドラマ
2011年
- ろくでなしBLUES（脚本）
- CO 移植コーディネーター（脚本）

2012年
- 走馬灯株式会社（脚本）
- 名探偵コナン 工藤新一 京都新撰組殺人事件（脚本協力）
- 超再現!ミステリー（再現ドラマ脚本）

2013年
- ホラー アクシデンタル（脚本）

2014年
- マルホの女〜保険犯罪調査員〜（脚本）
- SAKURA〜事件を聞く女〜（脚本）
- シンドラ 集合住宅の恐怖（脚本）

2015年
- 5→9〜私に恋したお坊さん〜（仏教監修）

2016年
- ホラーアクシデンタル2（脚本）

2018年
- ドラマ ヒトコワ（脚本）

### 舞台
2014年
- 石影さま、京都行くってよ（エピソード脚本）

2016年
- 進撃の巨人 進撃祭part1（朗読劇脚本）

2017年
- 進撃の巨人 進撃祭part2（朗読劇脚本）

### OV
- ほんとにあった! 呪いのビデオ（2010年）35 - 39構成
- ヒトコワ（2013年）1 - 3脚本
- ダスク 死を呼ぶ女（2013年）脚本

### 小説
- GI 剛浴寺の事件法話（2013年）

### 漫画
- 標識学級（2013年）原作

## 受賞歴
- 東京国際ファンタスティック映画祭「600秒：WORDS」グランプリ（2005年）[1]
- 函館港イルミナシオン映画祭シナリオ大賞（2008年）審査員特別賞[1]
- 伊参スタジオ映画祭シナリオ大賞（2009年）審査員奨励賞[1]
- 日本大学芸術学部映画学科『渡辺俊平記念賞』[1]